# Brian Lynch

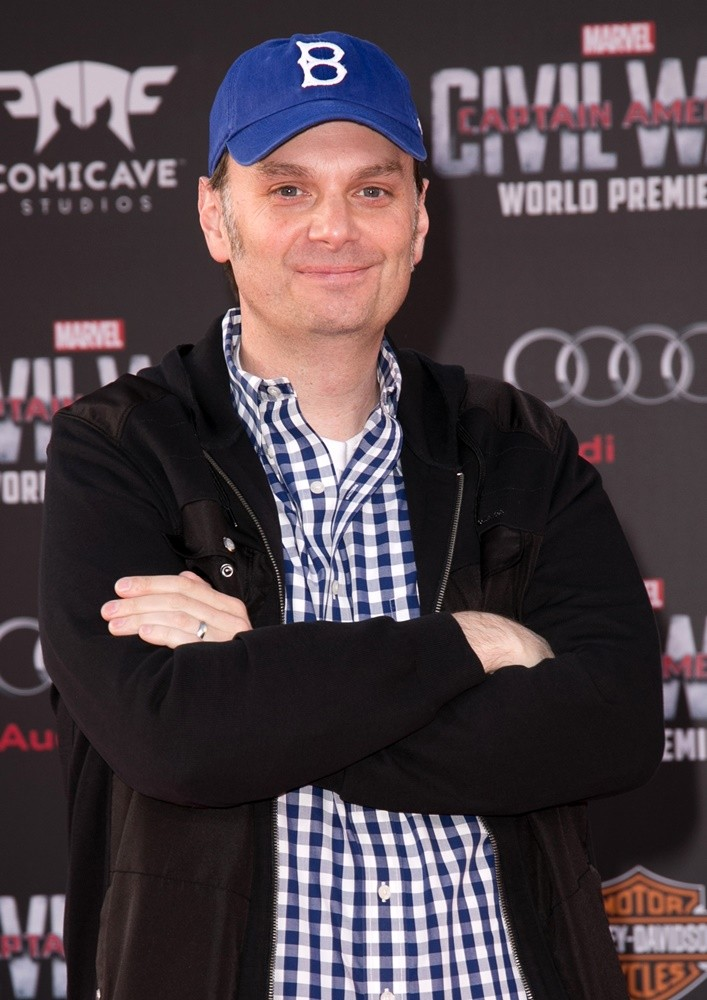
Imagem de Brian Lynch.

Brian Lynch (nascido em 21 de junho de 1973) é um escritor americano.

## Filmografia
- A Better Place (1997) –Ator como 'Eddie'
- Chasing Amy (1997) –Ator como o 'Bryan White' (não creditado).
- Big Helium Dog (1999) –Diretor, escritor, editor,
- Jay and Silent Bob Strike Back (2001)
- Hop (2011) –Escritor
- O Gato de Botas (2011) – Escritor
- Minions (2014) - Escritor